# Ancistrocladus ealaensis
Ancistrocladus ealaensis är en tvåhjärtbladig växtart som beskrevs av J.Leonard. Ancistrocladus ealaensis ingår i släktet Ancistrocladus och familjen Ancistrocladaceae. Inga underarter finns listade i Catalogue of Life.